# Falsimohnia
Falsimohnia là một chi ốc biển, là động vật thân mềm chân bụng sống ở biển trong họ Buccinidae.

## Các loài
Các loài trong chi Falsimohnia gồm có:
- Falsimohnia albozonata (Watson, 1886)[2]